# Navegação estimada
A navegação estimada é, sabendo a posição anterior, direcção do movimento, velocidade e diferença de tempo, estimar a posição actual. Nesta técnica podemos também substituir a velocidade e diferença de tempo por distância percorrida.